# Chiesa di Santa Maria della Grazia (Alcamo)
La chiesa di Santa Maria della Grazia (o chiesa di Santa Maria della Stella) era una chiesa che si trovava ad Alcamo, nella provincia di Trapani.

## Storia

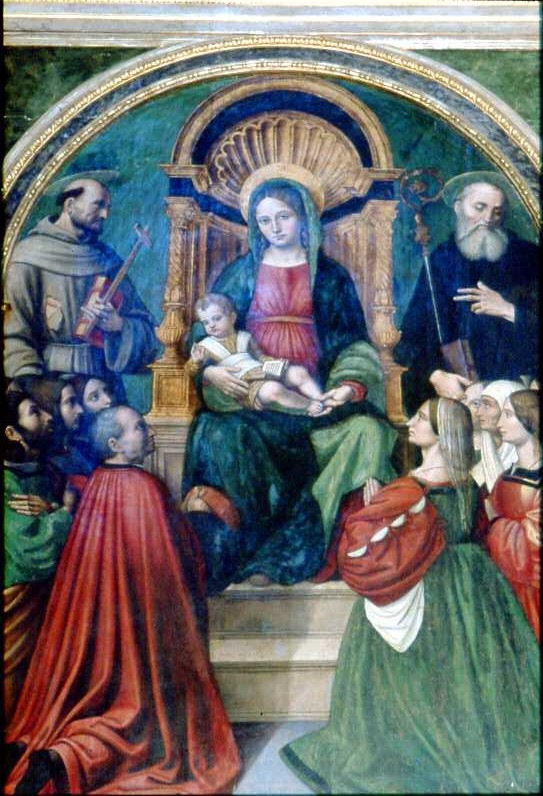
I benefattori della chiesa di Santa Maria della Grazia, don Giovanni Federico Enriquez e donna Anna Caprera, in un dipinto custodito nella chiesa di Santa Maria di Gesù (intitolato "Madonna delle Grazie" o "Madonna greca")

Dagli atti del notaio Giuliano Adragna del 19 maggio 1486 risulta che questa cappella fu edificata dai consorti don Giovanni Federico Enriquez e donna Anna Caprera, conte e contessa di Modica e signori di Alcamo. La chiesetta, di piccole dimensioni, era ubicata nell'attuale piazza Ciullo. Congiunta ad occidente alle mura della città, confinava a sud con la chiesa di Santa Maria dello Stellario e a nord con una delle porte della città di Alcamo, detta della "Porta Stella", in onore della titolare della cappella.
I fondatori le assegnarono la somma di quattro onze annue, non sufficienti per sopperire ai bisogni della medesima. Il parroco don D. Marco Caruso, con atto pubblico stipulato presso il notaio Angelo Cascio il 5 ottobre 1711, la concesse in protezione alla maestranza dei cocchieri e degli staffieri.
Nel 1876 morì il suo benefattore, l'arciprete Giuseppe Vigilio, e la sua rendita passa all'erario, quindi la cappella fu lasciata in abbandono e infine andò in rovina.
Per disposizione municipale, nel 1916 la chiesa venne demolita per essere riedificata una seconda volta a spese del comune in forme minori. Alla fine il regio demanio, proprietario dell'immobile, la mise in vendita, e il suo acquirente Vincenzo Rubino vi fabbricò una casetta, adibendo il piano terra a macelleria. Successivamente l'edificio fu venduto al Banco di Sicilia, che lo demolì per costruirvi una succursale.

## Opere
Al suo interno si trovava l'affresco di "Nostra Signora della Stella" (o "Madonna delle Grazie"), con riportato in basso l'anno 1486. Gioacchino Di Marzo, nella sua opera La Pittura in Palermo nel Rinascimento, attribuisce tale affresco al pittore siciliano Pietro Ruzzolone. L'affresco venne distrutto durante la demolizione della chiesa.
All'interno della chiesa si trovava inoltre un affresco di Sant'Antonio Abate, patrono della maestranza degli staffieri e dei cocchieri.